# William Utermohlen
William Charles Utermohlen (5 de desembre de 1933 - 21 de març de 2007) va ser un artista figuratiu estatunidenc conegut pels seus autoretrats d'última època després del seu diagnòstic el 1995 d'una probable malaltia d'Alzheimer (AD). Va tenir una pèrdua progressiva de memòria començant uns quatre anys abans del seu diagnòstic el 1995. Durant aquest temps, va començar una sèrie d'autoretrats influenciats en part pel pintor figuratiu Francis Bacon i els directors de fotografia del moviment expressionisme alemany.

## Biografia
Fill d'immigrants alemanys de primera generació al sud de Filadèlfia, Utermohlen va guanyar una beca a l'Acadèmia de Belles Arts de Filadèlfia (PAFA) el 1951. Després de completar el servei militar, va passar el 1953 estudiant a Europa occidental on es va inspirar en artistes del Renaixement i del Barroc. Es va traslladar a Londres el 1962 i es va casar amb la historiadora de l'art Patricia Redmond el 1965. El 1972 es va traslladar a Massachusetts per ensenyar art a l'Amherst College, abans de tornar a Londres el 1975.
Utermohlen va morir el 21 de març de 2007, als 73 anys, però les seves obres últimes han guanyat un renom pòstum. Els seus autoretrats especialment es consideren importants per a la comprensió dels efectes graduals dels trastorns neurocognitius.

## Estil
Les seves primeres obres són majoritàriament figuratives; tot i que James M. Stubenrauch va descriure l'art primerenc d'Utermohlen com un estil d'expressionisme "exuberant, de vegades surrealista". Durant un període a finals dels anys setanta, com a resposta al moviment fotorrealista, va imprimir fotografies sobre un llenç i va pintar directament sobre la fotografia. Un exemple d'aquesta tècnica es pot veure a Self-Portrait (Split) (1977). Empraria aquesta tècnica per a dos retrats de Redmond.
Pel que fa a l'estil artístic d'Utermohlen, Redmond va dir a The New York Times que "mai va estar en la mateixa franja horària amb el que estava passant. Tothom era expressionista abstracte, mentre dibuixava solemnement la figura". Va explicar. en una entrevista a Studio 360 que Utermohlen estava "desconcertat i preocupat, perquè no podia treballar d'una manera totalment abstracta", ja que considerava la figura "increïblement important".

## Exposicions
Utermohlen havia exhibit molt abans del seu diagnòstic. Els seus quadres es van exposar a la Lee Nordness Gallery el 1968 i a la Marlborough Gallery el 1969; el 1972, el seu cicle Mummers es va exhibir a Amsterdam. El retrat pòstum de Gerald Penny d'Utermohlen es va presentar al Gerald Penny 77' Center; a principis d'aquell any, tenia obres d'art com Five Figures al Museu d'Art Mead. En el seu punt àlgid, les vendes de les obres anteriors d'Utermohlen van oscil·lar entre els 3.000 i els 30.000 dòlars.
Els seus autoretrats s'han mostrat en diverses exposicions durant els anys posteriors a la seva mort, incloses 12 exposicions del 2006 al 2008. L'any 2016 es va mostrar l'exposició A Persistence of Memory al Museu d'Art de la Universitat Loyola de Chicago. L'exposició, que contenia 100 obres d'art de l'obra d'Utermohlen, va ser organitzada per Pamela Ambrose, qui va dir sobre els seus retrats: Si no sabíeu que aquest home patia Alzheimer, podríeu simplement percebre l'obra com un canvi estilístic.
Altres exposicions destacades inclouen una retrospectiva a la galeria GV Art de Londres el 2012, una exposició al Centre Cultural de Chicago el 2008 patrocinada per Myriad Pharmaceuticals, i The Later Works of William Utermohlen, es va mostrar a l'Acadèmia de Medicina de Nova York l'any 2006, que va marcar el centenari del primer descobriment de la malaltia d'Alzheimer; es va obrir gratuïtament al públic. A principis d'aquell any, hi va haver una altra exposició al College of Physicians de Filadèlfia. Els seus autoretrats també s'han mostrat a Washington, DC el 2007, la Two 10 Gallery de Londres el 2001, la Universitat Harvard a Cambridge, Massachusetts el 2005, Boston i Los Angeles. Els autoretrats es van exposar a Sacramento, Califòrnia el 2008. Les obres d'art d'Utermohlen es van mostrar el 2016 al Kunstmuseum Thun a Suïssa. Al febrer de 2007, un mes abans de la mort d'Utermohlen, els seus autoretrats van ser exposats a la Universitat de Wilkes.

### Publicacions científiques
- Cook-Deegan, Robert «Progress Against Alzheimer's Disease?». Issues in Science and Technology, 35, 2018, pàg. 62–76. JSTOR: 26594289.
- Crutch, Sebastian J.; Isaacs, Ron; Rossor, Martin N. «Some workmen can blame their tools: artistic change in an individual with Alzheimer's disease». The Lancet, 357, 9274, 30-06-2001, pàg. 2129–33. DOI: 10.1016/S0140-6736(00)05187-4. PMID: 11445128.
- Emery, Alan E. H. «How Neurological Disease Can Affect an Artist's Work». Practical Neurology, 4, 12-2004, pàg. 366–371. DOI: 10.1111/j.1474-7766.2004.00248.x.
- Forsythe, Alex; Williams, Tasmin; Reilly, Ronan G. «What Paint Can Tell Us». Neuropsychology. American Psychological Association, 31, 1, 1-2017, pàg. 1–10. DOI: 10.1037/neu0000303. PMID: 28026197.
- Frei, Judith; Alvarez, Sarah E.; Alexander, Michelle B. «Ways of Seeing: Using the Visual Arts in Nursing Education». Journal of Nursing Education, 49, 12, 12-2010, pàg. 672–676. DOI: 10.3928/01484834-20100831-04. PMID: 20795611.
- Frazzetto, Giovanni «The damage we do». Science. American Association for the Advancement of Science, 351, 6271, 22-01-2016, pàg. 347. Bibcode: 2016Sci...351..347F. DOI: 10.1126/science.aad9278.
- «Annual Report (Harvard University Art Museums) No. 2005/2006». Harvard Art Museums. The President and Fellows of Harvard College, 2005. JSTOR: 4301690.
- Hall, Stephen S. «The Dementia Plague». MIT Technology Review, 115, 01-11-2012, pàg. 50–58. ISSN: 2749-649X.
- Ingram, Vernon «Alzheimer's Disease: The molecualr origins of the disease are coming to light, suggesting several novel therapies». American Scientist. Sigma Xi, The Scientific Research Honor Society, 91, 7-2003, pàg. 312–321. DOI: 10.1511/2003.26.866. JSTOR: 27858242.
- Irvin, Sherry «Artwork and Document in the Photography of Louise Lawler». The Journal of Aesthetics and Art Criticism. Wiley; The American Society for Aesthetics; Oxford Journals, 70, Winter 2012, pàg. 79–90. DOI: 10.1111/j.1540-6245.2011.01500.x. JSTOR: 42635858.
- Martinez-Conde, Susana; Macknik, Stephen L. «Warped Perceptions». Scientific American Mind. Scientific American, 26, 4-2015, pàg. 23–25. DOI: 10.1038/scientificamericanmind0315-23. JSTOR: 24946491.
- Matthews, Paul M.; Matthews, Emily A. «Expanding perception through the disordered brain». The Lancet, 381, 23-03-2015, pàg. 985–986. DOI: 10.1016/S0140-6736(13)60699-6. ISSN: 0140-6736.
- Sahlas, Demetrios J. «Diagnosing Mervyn Peake's Neurological Condition». Peake Studies. G. Peter Winnington, 8, 11-2003, pàg. 4–20. JSTOR: 24776099.
- Schutte, Debra L.; Stubenrauch, James «CE Credit: Alzheimer Disease and Genetics: Anticipating the Questions». The American Journal of Nursing. Lippincott Williams & Wilkins, 106, 12-2006, pàg. 40–48. DOI: 10.1097/00000446-200612000-00018. JSTOR: 29744851. PMID: 17133003.
- van Buren, Benjamin; Bromberger, Bianca; Potts, Daniel; Miller, Bruce; Chatterjee, Anjan «Changes in Painting Styles of Two Artists With Alzheimer's Disease». Psychology of Aesthetics, Creativity, and the Arts. Educational Publishing Foundation, 7, 1, 2-2013, pàg. 89–94. DOI: 10.1037/a0029332.